# Ixora cephalophora
Ixora cephalophora är en måreväxtart som beskrevs av Elmer Drew Merrill. Ixora cephalophora ingår i släktet Ixora och familjen måreväxter. Inga underarter finns listade i Catalogue of Life.